# Technomyrmex pilipes
Technomyrmex pilipes é uma espécie de formiga do gênero Technomyrmex.